# Bălnaca
Bălnaca – wieś w Rumunii, w okręgu Bihor, w gminie Șuncuiuș. W 2011 roku liczyła 986 mieszkańców.